# 2019冠狀病毒病尼泊爾疫情
2019冠狀病毒病尼泊爾疫情是指發生在尼泊爾境內的由严重急性呼吸系统综合征冠状病毒2引起的2019冠状病毒病疫情。尼泊尔的首例病例出現於2020年1月23日，當時一名31岁的学生于當年1月9日从武汉市返回加德满都，隨後該學生的病毒检测呈阳性。这也是南亚地区记录的第一例COVID-19病例。
2020年1月至3月期间，尼泊尔采取了一些措施来阻止疫情蔓延，同时采购必要的设备和药品，改善卫生基础设施，培训医务人员，以及普及公众防護意识，为疫情爆发做准备。从1月中旬开始，尼泊尔在特里布万国际机场以及与印度交界的检查站设立了卫生站。后来尼泊爾与印度和中国的陆地边界被完全封锁，所有国际航班均暂停。所有学术考试被取消，学校和学院被关闭。全国各地建立起检疫中心和临时医院，醫院增加加護病房和隔離病房並升級和擴大实验室设施。
尼泊尔的第一例本地传播病例4月4日出現於凯拉利县。第一例死亡病例出現於5月14日。2020年3月24日，尼泊爾開始全国封锁，此次封鎖于2020年7月21日结束。2021年1月27日，尼泊尔开始注射COVID-19疫苗。 
受到2019冠狀病毒病印度疫情影響，尼泊爾疫情2021年5月初的每日确诊率较4月中旬上升1200%。截至2021年5月8日，尼泊爾卫生和人口部（MoHP）證實全国共有385,890名病例，其中298,765人已康复，3,632人死亡。此次疫情遍及尼泊爾所有的行政區。
此次疫情迫使尼泊尔取消了2020年访问尼泊尔旅游活动。由于疫情对尼泊爾旅游业、汇款、制造业、建筑业和贸易產生影响，该国的经济将大幅下滑。世界银行表示，此次疫情可能使该国约三分之一的人口处于貧窮門檻以下（即每天花費1.9美元）。